# Ábrahámhegy
Ábrahámhegy es un pueblo ubicado en el distrito de Tapolca, en el condado de Veszprém, Hungría.

## Superficie
Posee una superficie de 14,88 kilómetros cuadrados.

## Demografía
Hasta 2019 la población era de 425 habitantes, con una densidad de población de 28,56 habitantes por kilómetro cuadrado.